# Hrabstwo Crook (Wyoming)

Piramida wieku hrabstwa

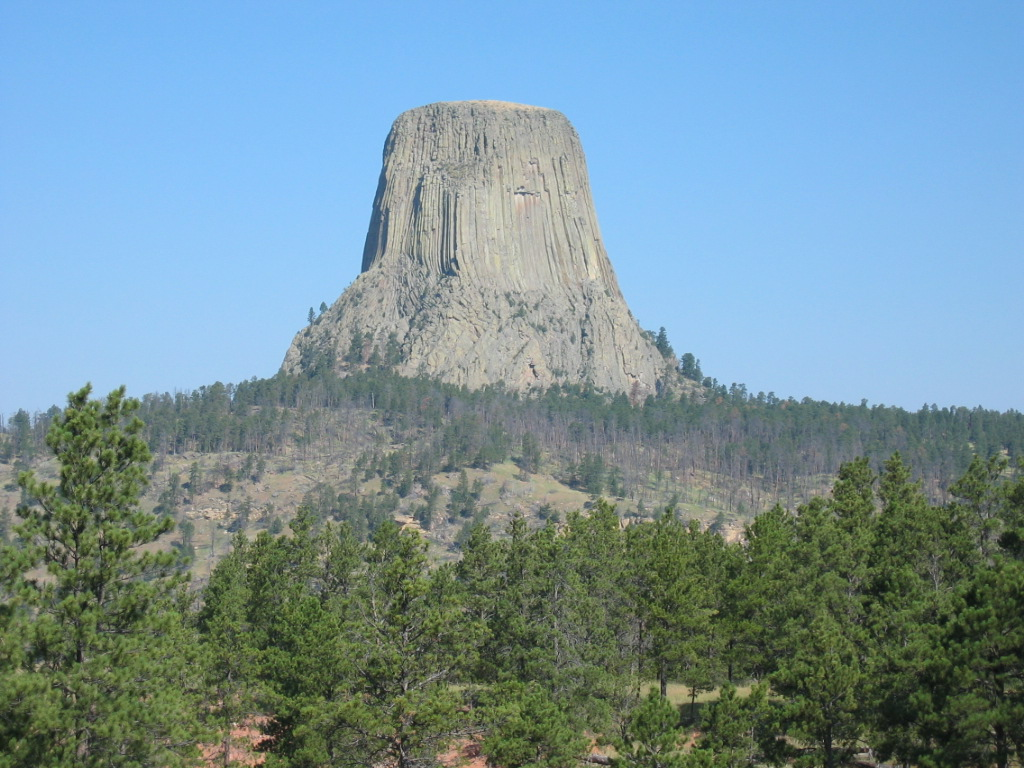
Pomnik narodowy Wieża Diabła (ang. Devils Tower)

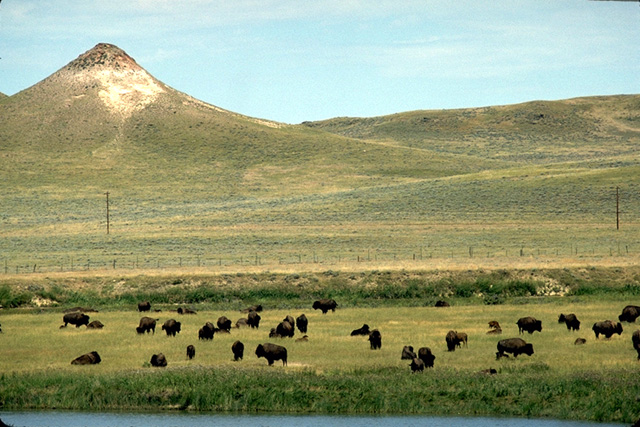
Typowy krajobraz

Hrabstwo Crook – amerykańskie hrabstwo w północno-wschodniej części stanu Wyoming. W roku 2000 liczba mieszkańców wyniosła 5 887. Stolicą jest Sundance.

## Historia
Hrabstwo Crook utworzono w 1875 roku.

## Geografia i atrakcje
Całkowita powierzchnia wynosi 7.435 km². Z tego 31 km² (0.42%) stanowi woda.
Znajduje się tutaj pomnik narodowy Wieża Diabła (ang. Devils Tower).

### Wybrane miejscowości
- Hulett
- Moorcroft
- Pine Haven
- Sundance

### CDP
- Beulah

### Sąsiednie hrabstwa
- Cambell – zachód
- Weston – południe
- Lawrencew Dakocie Południowej – wschód
- Butte w Dakocie Południowej – wschód
- Carter w Montanie – wschód
- Powder River w Montanie – północny zachód